# Beachcroft Towse
Beachcroft Towse (Londra, 23 aprile 1863 – Goring-on-Thames, 21 giugno 1948) è stato un ufficiale inglese.

## Carriera
Towse è stato per 35 anni capitano del I battaglione del The Gordon Highlanders. In seguito alla sua partecipazione alla Seconda guerra boera, Towse ricevette pensione speciale di £300 all'anno.
Egli, in precedenza, si distinse con la Spedizione a Chitral (1895) e nella Campagna di Tirah sulla frontiera nord-ovest dell'India nel 1898. Si ritirò dall'esercito nel febbraio 1902.
Ha servito nella prima guerra mondiale come ufficiale dello staff in un ospedale. Towse era presidente de British and Foreign Blind Association e nel 1940 diede la sua casa come primo centro di riabilitazione. Ha inoltre fondato il British Wireless for the Blind Fund nel 1929 e fu un fiduciario del The Association for Promoting the General Welfare of the Blind.